# 목욕의 신
《목욕의 신》은 '삼봉이발소', '3단합체김창남', '안나라수마나라'등을 연재했던 인기 작가 하일권이 네이버 웹툰 코너에 연재했던 웹툰이다. 럭셔리 목욕탕 '금자탕'에서 주인공 허세가 겪는 이야기를 그린 만화이다.

## 개요
멋진 도시의 삶을 꿈꾸며 서울에 올라온 23살 허세. 그의 잘나가는 대학생활이 끝나는 동시에 그는 돈이 궁한 삶을 살게 된다. 그는 돈을 빌린 개인 대부업자에게 쫓기는 도중 우연히 ‘금자탕’이라는 목욕탕에 몸을 숨기게 된다. 금자탕은 평범한 목욕탕보다 럭셔리한 시설을 갖추고 있으며 최고의 때밀이를 양성하는 곳이다. 그곳에서 허세는 우연히 금자탕 회장님의 등을 밀어주게 되었는데, 회장님은 그가 ‘신의 손’을 가졌다며 그에게 제안을 한다. 바로 빚을 갚아주는 대신 때밀이 대회에 참가할 때까지 금자탕에서 일하는 것이다. 그때부터 허세는 금자탕의 직원(연습생)이 된다.
때밀이 아버지 밑에서 자란 허세는 때밀이라는 직업을 무시한다. 이러한 그의 사고방식은 금자탕의 다른 직원들과 마찰을 일으켰다. 그러나 때밀이를 천시하는 그도 상금 3억의 ‘목욕스타 M’에 도전하게 된다. 그 와중에 허세는 동료 여직원 유라와 친해지기 시작한다. 대회가 시작되고 허세는 1차전을 통과했지만 2차전의 강해와 협동 시합에서 김성공 이무명 팀에게 지게 된다. 목표를 잃은 허세는 방황하다가 강해의 과거에 대해 알게 되고 꿈에 대해 진지하게 고민한다. 운 좋게 그는 인맥이 닿아 그의 전공인 디자인 회사에 취직이 되어 금자탕을 떠나게 된다. 마지막 화, 그는 회사에서 빌딩을 등반하는 암벽등산가를 보고 금자탕으로 복귀를 결심하게 된다.

## 등장 인물
허세
네이버 앱 광고에서의 성우는 강수진. 시각 디자인을 전공한 청년. 세련된 도시 생활을 꿈꾸는 그는 대출업자에게 쫓기는 신세이다. 어느 날, 그는 대출업자에게 쫓기다 우연히 금자탕에 숨어들고, 회장님의 호의로 금자탕의 직원이 된다. 그는 허세를 많이 부리며 아버지의 직업이었던 때밀이를 무시한다. 하지만 금자탕에서의 경험이 그의 사고방식을 많이 바꾸고, 그는 꿈을 찾게 된다.
유라
허세의 직장동료로, 귀여운 여성이다. 착한 마음씨를 지닌 그녀는 목욕투 연습상대를 맡아 허세에게 많은 도움을 주며, 그들은 서로 좋은 친구로서 아껴준다. 금자탕의 다른 직원들처럼 그녀도 때밀이에 대한 열정이 강하다.
강해
금자탕 회장님의 양손자로, 현재 금자탕 최고의 때밀이 중 하나이다. 어렸을 적 자기 때문에 회장님이 영영 때밀이를 그만두게 되었다는 죄책감에 시달린다. 이야기의 초반부부터 허세와 마찰이 있지만, 서로 많은 것을 배우게 된다.
회장님
왕년에는 ‘신의 손’이라는 명성을 지녔던 위대한 때밀이이다. 대출업자에게 쫓기던 허세에게 때를 밀어달라고 부탁한 후 그에게 ‘신의 손’을 가졌다고 말해준다. 마음이 넓은 그는 허세와 계약을 맺어 빚을 갚아주기도 하고 그를 감싸주기도 한다. 금자탕의 직원들을 모두 아끼며 청년들의 꿈을 키워주고자 한다. 예전에 강해를 보호하다 손을 다쳐 지금은 때밀이를 하지 않는다.
최장신
이름과 달리 키가 작은 금자탕의 남자 직원 중 하나이다. 허세가 들어오기 전까지 막내였고, 허세가 들어온 후 티격태격하며 우정을 키운다. 허세의 ‘목욕스타 M’ 1라운드 상대이기도 하다.
김성공
금자탕 최고의 때밀이로써, 유력한 우승자이다. 고도의 목욕 기술을 선보이기도 하는 그는 결국 ‘목욕스타 M’에서 승리를 거두고 금자탕 남자 팀장이 된다. 금자탕 최고의 때밀이라는 명성에 걸맞게 그는 때밀이에 대한 실력과 열정 모두 갖추고 있다.
이무명
금자탕의 미스테리한 직원. 허세에게 나름의 비법을 전수하지만 모두 먹히지 않는다. ‘목욕스타 M’의 결승전까지 진출하지만, 김성공에게 자리를 내주게 된다. 목욕대회가 끝나고 목욕에 대해 더 배우기 위해 이탈리아로 유학을 떠나게 된다.
양순모
SM이라는 별칭으로 통하는 금자탕의 직원. 별명과 외모의 인상과는 달리, 귀엽고 여린 모습이 있다.

## 결말
21화에서 허세의 왜 때밀이 같은 직업을 택했냐는 질문에 강해는 프랑스의 유명한 암벽 등산가에 대해 이야기를 해준다. 추락 사고로 뇌 손상이 되었지만 맨손으로 세계의 고층건물들을 오르는 그 등산가는 비록 다른 사람들이 미쳤다고 생각해도 자신이 사랑하는 일을 계속 했던 것이다. 마지막 화, 허세는 회사에서 동료 직원들과 커피를 마시다가 창밖에서 한 사람이 빌딩을 등반하고 있는 것을 본다. 그 장면을 본 허세는 금자탕을 향해 뛰어가고, 만화는 허세가 다시 때밀이가 되었는지 밝히지 않은 채 끝난다.

## 영화
4월 5일, 영화사 문와쳐가 ‘목욕의 신’을 영화화할 것이라고 밝혔다.

## 앱
Umbrella에서 제작한 앱으로, 목욕의 신에 나오는 목욕투를 재현한 가상 게임이다. 1인용 때밀이와 2인용 목욕투 버전이 있는데, 때를 미는 시늉을 하면 화면에 때가 재현되는 방식으로 때를 많이 밀수록 점수를 많이 받을 수 있다. 목욕의 유래와 목욕투 방법에 대한 정보도 있다. 출시 보름 만에 23만 명이나 다운로드를 했으며, 앱스토어와 안드로이드 마켓에서 무료로 다운로드 받을 수 있다.

## OST

### Part.1
| #  | 제목                                 | 재생 시간 |
| -- | ------------------------------------ | --------- |
| 1. | 〈목욕투 (Feat. 몽키승리)〉 (원대한) | 3:10      |
| 2. | 〈목욕투 (inst.)〉 (원대한)          | 3:16      |

| #  | 제목                                 | 재생 시간 |
| -- | ------------------------------------ | --------- |
| 1. | 〈목욕투 (Feat. 몽키승리)〉 (원대한) | 3:10      |
| 2. | 〈목욕투 (inst.)〉 (원대한)          | 3:16      |

### Part.2
| #  | 제목                                          | 재생 시간 |
| -- | --------------------------------------------- | --------- |
| 1. | 〈목욕의 신 Part.2〉 (안효민)                 | 1:05      |
| 2. | 〈나는 허세다 (feat. 가연)〉 (버디(Birdy))    | 3:06      |
| 3. | 〈유라씨〉 (현해경 & 전진아)                  | 4:16      |
| 4. | 〈미스터. 허풍〉 (조은선율)                   | 3:09      |
| 5. | 〈인생이란 그런거야 (feat. 김찬민)〉 (원대한) | 3:53      |
| 6. | 〈금자탕 밤하늘 (Ep. 11 BGM)〉 (김민수)       | 2:45      |
| 7. | 〈최장신 크리스마스 (inst.)〉 (조은선율)      | 2:16      |
| 8. | 〈인생이란 그런거야 (Ep. 20 BGM〉 (조은선율)  | 3:54      |

| #  | 제목                                          | 재생 시간 |
| -- | --------------------------------------------- | --------- |
| 1. | 〈목욕의 신 Part.2〉 (안효민)                 | 1:05      |
| 2. | 〈나는 허세다 (feat. 가연)〉 (버디(Birdy))    | 3:06      |
| 3. | 〈유라씨〉 (현해경 & 전진아)                  | 4:16      |
| 4. | 〈미스터. 허풍〉 (조은선율)                   | 3:09      |
| 5. | 〈인생이란 그런거야 (feat. 김찬민)〉 (원대한) | 3:53      |
| 6. | 〈금자탕 밤하늘 (Ep. 11 BGM)〉 (김민수)       | 2:45      |
| 7. | 〈최장신 크리스마스 (inst.)〉 (조은선율)      | 2:16      |
| 8. | 〈인생이란 그런거야 (Ep. 20 BGM〉 (조은선율)  | 3:54      |

### Part.3
| #  | 제목                                                | 재생 시간 |
| -- | --------------------------------------------------- | --------- |
| 1. | 〈Intro 목욕의 여신 수다〉 (조은선율 & 슬아)        | 0:45      |
| 2. | 〈Have a dream and love yourself〉 (One Kill)       | 4:06      |
| 3. | 〈꿈꾸게 하는 이야기〉 (임찬양)                     | 3:24      |
| 4. | 〈Have a dream and love yourself (inst.)〉 (이찬성) | 4:06      |

| #  | 제목                                                | 재생 시간 |
| -- | --------------------------------------------------- | --------- |
| 1. | 〈Intro 목욕의 여신 수다〉 (조은선율 & 슬아)        | 0:45      |
| 2. | 〈Have a dream and love yourself〉 (One Kill)       | 4:06      |
| 3. | 〈꿈꾸게 하는 이야기〉 (임찬양)                     | 3:24      |
| 4. | 〈Have a dream and love yourself (inst.)〉 (이찬성) | 4:06      |